# Telecamera intraorale
La telecamera intraorale o fotocamera intraorale (in inglese IntraOral Camera - IOC) è un dispositivo ottico ad uso odontoiatrico, che consente all'odontoiatra di riprendere mediante fotografie o filmati l'interno della cavità orale e di visualizzarlo su un monitor esterno, permettendone anche la storicizzazione.
Sebbene le immagini intraorali non siano considerate diagnostiche, esse, grazie anche alla possibilità di ottenere ingrandimenti dell'ordine di 40-60 volte dell'immagine originale, aiutano a migliorare le diagnosi quando utilizzate unitamente a tecniche diagnostiche quali le radiografie.
Hanno inoltre una notevole utilità per il dentista nel rapporto con il paziente: le immagini intraorali agevolano la spiegazione al paziente degli interventi da effettuare ottenendo al contempo pareri del paziente sulle diverse opzioni di trattamento.

## Storia
Nel 1839, lo stesso anno in cui Louis Daguerre presentava all'Accademia francese delle scienze la sua invenzione, Alexander S. Wolcott, un produttore di apparecchiature odontotecniche di New York, ideò e brevettò la prima fotocamera che applicava la dagherrotipia in odontoiatria; in tale modo fu possibile per la prima volta riportare in letteratura immagini precedenti e successive agli interventi sui denti, come fecero ad esempio Thompson e Ide sulla prima rivista odontoiatrica del mondo, the American Journal of Dental Science. Si trattava tuttavia di fotografie extraorali.
Le prime fotografie intraorali furono introdotte con apparecchi analogici verso la fine degli anni ottanta del XX secolo. La Fuji Optical Systems di Los Gatos, California registrò il primo marchio commerciale per una fotocamera intraorale il 7 luglio 1987 e la introdusse sul mercato nello stesso anno.
A seguito dell'innovazione tecnologica sono state introdotte camere digitali direttamente interfacciate ai computer, permettendo contemporaneamente la visione su monitor e la storicizzazione delle immagini acquisite.

## Caratteristiche
Lo standard industriale delle telecamere intraorali è la forma a bacchetta. In tal modo esse sono molto leggere, compatte e facilmente manovrabili nella bocca del paziente.
|  |  |

Sul mercato sono disponibili varie opzioni::
- Wireless o collegate via cavo USB, VGA, RCA o S-Video
- Versioni leggere (peso circa 110 g)
- Illuminazione a LED
- Meccanismi di messa a fuoco fissi o variabili (Dial e Slide)
- Ingrandimento fino a  100x
- Angolo di ripresa pari a 0˚ o a 90˚
- Collegamento di immagine riflessa a 45˚
- Collegamento della sonda con tasca peridontale con scala per la misurazione
- Collegamento per esame di un singolo dente
- Cattura delle immagini con pulsanti manuali o con interruttori da piede
- Immagazzinamento delle immagini su scheda di memoria SD
- Software specialistico di elaborazione delle immagini

## Galleria d'immagini
|  |  |  |